# Storbritanniens Grand Prix 1966
Storbritanniens Grand Prix 1966 var det fjärde av nio lopp ingående i formel 1-VM 1966.

## Resultat
1. Jack Brabham, Brabham-Repco, 9 poäng
2. Denny Hulme, Brabham-Repco, 6
3. Graham Hill, BRM, 4
4. Jim Clark, Lotus-Climax, 3
5. Jochen Rindt, Cooper-Maserati, 2
6. Bruce McLaren, McLaren-Serenissima, 1
7. Chris Irwin, Brabham-Climax
8. John Taylor, David Bridges (Brabham-BRM)
9. Bob Bondurant, Team Chamaco Collect (BRM)
10. Guy Ligier, Ligier (Cooper-Maserati)
11. Chris Lawrence, J A Pearce Engineering (Cooper-Ferrari)

### Förare som bröt loppet
- Bob Anderson, DW Racing Enterprises (Brabham-Climax) (varv 70, för få varv)
- Jo Siffert, R R C Walker (Cooper-Maserati) (70, för få varv)
- John Surtees, Cooper-Maserati (67, transmission)
- Joakim Bonnier, Jo Bonnier (Brabham-Climax) (42, koppling)
- Peter Arundell, Lotus-BRM (32, växellåda)
- Jackie Stewart, BRM (17, motor)
- Mike Spence, Reg Parnell (Lotus-BRM) (15, oljeläcka)
- Dan Gurney, Eagle-Climax (9, motor)
- Trevor Taylor, Shannon-Climax (0, motor)